# Алдошин, Сергей Михайлович
Серге́й Миха́йлович Алдо́шин (род. 2 марта 1953, село Красные Починки, Кадомский район, Рязанская область) — российский учёный, специалист в области химической физики, кристаллохимии, химии твёрдого тела и квантовой химии, доктор химических наук (1986), академик РАН (2003). Вице-президент РАН (2008—2017 и с 2022), директор Института проблем химической физики (1997—2019), научный руководитель Федерального исследовательского центра проблем химической физики и медицинской химии РАН.
Председатель экспертного совета Фонда содействия развитию малых форм предприятий в научно-технической сфере.

## Биография
В 1975 году с отличием окончил химический факультет Ростовского государственного университета. Работал в Отделении института химической физики (в настоящее время Институт проблем химической физики РАН) младшим, старшим и ведущим научным сотрудником.
В 1977 году защитил кандидатскую диссертацию «О некоторых особенностях строения комплексных соединений Ni, Pd и Zn с орто-меркаптопроизводными азобензола», а в 1986 году — докторскую диссертацию «Структурные аспекты фотохромных превращений органических соединений». Профессор по специальности «химическая физика». С 1989 года — заместитель директора, с 1997 по 2019 год — директор ИПХФ РАН.
26 мая 2000 года был избран членом-корреспондентом РАН по Отделению общей и технической химии, а с 22 мая 2003 года является действительным членом Российской академии наук по Отделению химии и наук о материалах. С 2001 года — член Президиума РАН, был членом Координационного совета РАН по инновационной деятельности, директором-организатором Инновационного агентства РАН. Председатель секции по кристаллохимии Научного совета по кинетике и реакционной способности. Координатор программы ОХНМ РАН «Разработка научных основ новых химических технологий с получением опытных партий веществ и материалов».
В 2004—2009 годах являлся председателем Научного центра РАН в Черноголовке. Вице-президент Российской академии наук со 2 июня 2008 по 28 сентября 2017 и c 22 сентября 2022 года.
Был одним из организаторов Филиала МГУ в Черноголовке, а затем физико-химического факультета МГУ (в настоящее время — факультет фундаментальной физико-химической инженерии), в 2008—2021 годах являлся деканом этого факультета. Читал курс «Строение вещества».
31 декабря 2009 года распоряжением президента Дмитрия Медведева включён в состав рабочей группы по разработке проекта создания территориально обособленного комплекса для развития исследований и разработок и коммерциализации их результатов (инновационный центр «Сколково»).
Научный руководитель, главный научный сотрудник отдела строения вещества ФИЦ проблем химической физики и медицинской химии РАН. Заместитель председателя Межакадемического совета по проблемам развития Союзного государства (Российская часть), член Экспертного совета по Премии Союзного государства в области науки и техники, член Межакадемического Совета РАН по проблемам развития Союзных государств. Член правления (в настоящее время — почетный член) Московского областного Союза промышленников и предпринимателей (работодателей) — МОСПП.
Почётный доктор Ростовского государственного университета (2003). Награждён дипломом и золотой медалью «За вклад в научное партнёрство» (2003), медалью ордена «За заслуги перед Отечеством» II степени (2004), золотой медалью имени Н. Н. Семенова РАН (2016), медалью Николая Масалова (2023). Почётный гражданин Кадомского района (2009). Почётный профессор Ариэльского университета (Израиль), почётный член Китайского химического общества, почётный член Молдавской Академии наук. Заслуженный деятель науки и техники Московской области (2003), награждён знаком Губернатора Московской области «За вклад в развитие Московской области» и почётным знаком РОР «МОСПП».

## Научная деятельность
Специалист в области физической химии, кристаллохимии органических, комплексных и координационных соединений, твердофазных химических превращений, материаловедения. Автор работ в области строения вещества; в частности, развил принципы управления фотохромными процессами в кристаллах, изучил строение фотохромных спиропиранов и спирооксазинов, фотохромных систем с внутри- и межмолекулярным переносом протона (1980—1990), осуществил синтез и исследовал строение и свойства новых серосодержащих нитрозильных комплексов железа — моделей активных центров некоторых ферментов (2002).